# Осниця (річка)
Осниця — річка в Малинському та Вишгородському районах Житомирської та Київської областей, права притока Болотної (басейн Дніпра).

## Опис
Довжина річки приблизно 9 км. Висота витоку річки над рівнем моря — 172 м, висота гирла — 144 м, спад річки — 28 м, похил річки — 3,12 м/км. Формується з декількох безіменних струмків та 2 водойм.

## Розташування
Бере початок на північно-східній стороні від села Морозівка в урочищі Осниця. Тече переважно на північний схід через села Людвинівку та Варівськ. У селі Олизарівка впадає в річку Болотну, праву притоку Жерева.
У Словнику гідронімів України річка зазначена як права притока Жерева.